# Privat-Brauerei Schmucker
 (septembre 2023).
La Privat-Brauerei Schmucker est une brasserie à Mossautal, dans le Land de Hesse (Allemagne).

## Histoire
Nikolaus Schönberger brasse sa propre bière pour la première fois en 1780 pour la « Brauerei-Gaststätte » d'Ober-Mossau. En 1895 le nom de la brasserie change : "Schöneberger Gut" devient la brasserie "Johann Gottlieb Schmucker". En 1921, Friedrich Gottlieb Schmucker reprend la brasserie. Sous sa direction, la brasserie s'agrandit et n'est plus considérée exclusivement comme un fournisseur de son propre restaurant. En 1926, l'entrepôt et la cave de fermentation sont agrandis.
En 1932, en raison de la crise économique mondiale, les ventes chutent d'environ la moitié. Au cours de la reprise économique de 1934 à 1939, le bâtiment de la brasserie est agrandi, les installations sont modernisées, de nouveaux systèmes de refroidissement ainsi qu'un remplisseur de fûts semi-automatique, un nouveau filtre, une machine à laver les bouteilles, un moulin à farine et d'autres équipements d'exploitation sont achetés.
Pendant la Seconde Guerre mondiale et jusque vers 1948, l'approvisionnement en houblon et en malt est difficile. Pendant cette "période de bière maigre", seul un moût original d'un maximum de 1,7 % est autorisé. En 1948, Peter Lippmann prend la direction de l'entreprise. En 1958, la brasserie est la première en Allemagne à construire une station d'épuration. En 1964, la capacité de la brasserie est doublée et en 1973 un nouveau système de mise en bouteille est installé. En 1978, d'autres innovations techniques sont ajoutées : nettoyage des barriques, remplissage des barriques, halls à barriques vides et pleins et un nouveau système de filtration sont construits. La même année, Peter Lippmann confie la direction de l'entreprise à son fils aîné, Friedrich Martin Lippmann. La nouvelle brasserie est inaugurée en 1985. En 1993, le nouveau centre logistique est mis en service et la nouvelle cave à bouteilles d'une capacité de 50 000 bouteilles par heure est inaugurée. En 2002, les nouvelles zones de fermentation, de stockage et de filtration sont achevées.
En raison des investissements élevés, la brasserie connaît des difficultés financières : en janvier 2006, Brau Holding International reprend 99,7 % des actions de la brasserie, puis également les 0,3 % restants.
Depuis 2018, Privatbrauerei Hoepfner, qui appartient également au Paulaner Brauerei Gruppe, embouteille à la brasserie Schmucker.

## Production
- Meister Pils
- GUDE Bier
- Privat-Export
- Kellerbier
- Hefeweizen
- Kristallweizen
- Hefeweizen Dunkel
- Weizen Bock
- Weizenradler
- Radler
- Märzen
- Schwarzbier
- Doppelbock Dunkel
- Rosébock
- Alkoholfrei
- Leicht
- Schmucker Ur-Stoff
- Raubacher Jockel
- Mai Bock